# Liste der denkmalgeschützten Objekte in Bijacovce
Die Liste der denkmalgeschützten Objekte in Bijacovce enthält die 26 nach slowakischen Denkmalschutzvorschriften geschützten Objekte in der Gemeinde Bijacovce im Okres Levoča.

## Denkmäler
| Foto |                 | Denkmal / č. ÚZPF                                                           | Standort / Konskr. Nr.                     | Offizielle Beschreibung                         | Beschreibung                                                           | Metadaten                                                                 |
| ---- | --------------- | --------------------------------------------------------------------------- | ------------------------------------------ | ----------------------------------------------- | ---------------------------------------------------------------------- | ------------------------------------------------------------------------- |
| ja   | Datei hochladen | Schloss(sk) ObjektID: 704-621/1                                             | 1 Standort KG: Bijacovce Konskr.Nr.: 1     | solitér; Csákyovský kaštieľ                     | Herrenhaus Csáky                                                       | č. NKP: 704-621/1 Stand des NKP: 2012-02-08 Name: KAŠTIEĽ                 |
| ja   | Datei hochladen | Park(sk) ObjektID: 704-621/2                                                | 1 Standort KG: Bijacovce Konskr.Nr.: 1     |                                                 |                                                                        | č. NKP: 704-621/2 Stand des NKP: 2012-02-08 Name: PARK                    |
| ja   | Datei hochladen | Wirtschaftsgericht?(sk) ObjektID: 704-621/3                                 | 3-4 Standort KG: Bijacovce Konskr.Nr.: 3-4 | školské dielne                                  | Schulwerkstätten                                                       | č. NKP: 704-621/3 Stand des NKP: 2012-02-08 Name: DVOR HOSPODÁRSKY        |
|      | Datei hochladen | Wirtschaftsgebäude(sk) ObjektID: 704-621/4                                  | 1 KG: Bijacovce Konskr.Nr.: 1              | solitér; dielne                                 | Werkstätten                                                            | č. NKP: 704-621/4 Stand des NKP: 2012-02-08 Name: STAVBA HOSPODÁRSKA      |
| ja   | Datei hochladen | Tor(sk) ObjektID: 704-621/5                                                 | 1 Standort KG: Bijacovce Konskr.Nr.: 1     | východná; vstupná východná brána                | östliches Eingangstor                                                  | č. NKP: 704-621/5 Stand des NKP: 2012-02-08 Name: BRÁNA                   |
| ja   | Datei hochladen | Tor(sk) ObjektID: 704-621/6                                                 | 1 Standort KG: Bijacovce Konskr.Nr.: 1     | západná; vstupná západná brána                  | westliches Eingangstor                                                 | č. NKP: 704-621/6 Stand des NKP: 2012-02-08 Name: BRÁNA                   |
| ja   | Datei hochladen | Getreidespeicher(sk) ObjektID: 704-621/7                                    | 1 KG: Bijacovce Konskr.Nr.: 1              | solitér                                         |                                                                        | č. NKP: 704-621/7 Stand des NKP: 2012-02-08 Name: SÝPKA                   |
| ja   | Datei hochladen | Brunnen(sk) ObjektID: 704-621/8                                             | 1 Standort KG: Bijacovce Konskr.Nr.: 1     |                                                 |                                                                        | č. NKP: 704-621/8 Stand des NKP: 2012-02-08 Name: FONTÁNA                 |
| BW   | Datei hochladen | Gebäude in regionaltypischem Baustil(sk) ObjektID: 704-11453/1              | 18 Standort KG: Bijacovce Konskr.Nr.: 18   | kameň,tehla                                     | Stein, Ziegel                                                          | č. NKP: 704-11453/1 Stand des NKP: 2012-02-08 Name: DOM ĽUDOVÝ            |
| BW   | Datei hochladen | Getreidespeicher(sk) ObjektID: 704-11453/2                                  | 18 Standort KG: Bijacovce Konskr.Nr.: 18   | kameň,tehla; sýpka s komorou                    | Stein, Ziegel                                                          | č. NKP: 704-11453/2 Stand des NKP: 2012-02-08 Name: SÝPKA                 |
| BW   | Datei hochladen | Stall(sk) ObjektID: 704-11453/3                                             | 18 Standort KG: Bijacovce Konskr.Nr.: 18   | kameň,tehla                                     | Stein, Ziegel                                                          | č. NKP: 704-11453/3 Stand des NKP: 2012-02-08 Name: MAŠTAĽ                |
| BW   | Datei hochladen | Ziehbrunnen(sk) ObjektID: 704-11453/4                                       | 18 Standort KG: Bijacovce Konskr.Nr.: 18   | zrubová                                         |                                                                        | č. NKP: 704-11453/4 Stand des NKP: 2012-02-08 Name: STUDŇA RUMPÁLOVÁ      |
| BW   | Datei hochladen | Gebäude in regionaltypischem Baustil(sk) ObjektID: 704-11451/0              | 42 Standort KG: Bijacovce Konskr.Nr.: 42   | zrubový+murovaný                                | rustikal                                                               | č. NKP: 704-11451/0 Stand des NKP: 2012-02-08 Name: DOM ĽUDOVÝ            |
| BW   | Datei hochladen | Gebäude in regionaltypischem Baustil(sk) ObjektID: 704-11452/1              | 43 Standort KG: Bijacovce Konskr.Nr.: 43   | zrubový+murovaný                                | rustikal                                                               | č. NKP: 704-11452/1 Stand des NKP: 2012-02-08 Name: DOM ĽUDOVÝ            |
|      | Datei hochladen | Getreidespeicher(sk) ObjektID: 704-11452/2                                  | 43 KG: Bijacovce Konskr.Nr.: 43            | kameň,tehla; sýpka s komorou                    | Stein, Ziegel                                                          | č. NKP: 704-11452/2 Stand des NKP: 2012-02-08 Name: SÝPKA                 |
|      | Datei hochladen | Stall(sk) ObjektID: 704-11452/3                                             | 43 KG: Bijacovce Konskr.Nr.: 43            | kameň,tehla                                     | Stein, Ziegel                                                          | č. NKP: 704-11452/3 Stand des NKP: 2012-02-08 Name: MAŠTAĽ                |
| ja   | Datei hochladen | Kirche(sk) ObjektID: 704-622/1                                              | 64 Standort KG: Bijacovce Konskr.Nr.: 64   | r.k.Všetkých svätých; stredoveká nástenná maľba | römisch-katholische Kirche Allerheiligen, mittelalterliche Wandmalerei | č. NKP: 704-622/1 Stand des NKP: 2012-02-08 Name: KOSTOL                  |
| ja   | Datei hochladen | Karner, Beinhaus(sk) ObjektID: 704-622/2                                    | 64 Standort KG: Bijacovce Konskr.Nr.: 64   | sv.Kozmu a Damiána; kaplnka                     | Kapelle St. Cosmas und Damian                                          | č. NKP: 704-622/2 Stand des NKP: 2012-02-08 Name: KARNER                  |
| BW   | Datei hochladen | Gebäude in regionaltypischem Baustil mit Schuppen(sk) ObjektID: 704-11909/1 | 91 Standort KG: Bijacovce Konskr.Nr.: 91   | zrubový omietaný - ľudový dom s podšopou        |                                                                        | č. NKP: 704-11909/1 Stand des NKP: 2013-07-23 Name: DOM ĽUDOVÝ S PODŠOPOU |
|      | Datei hochladen | Getreidespeicher(sk) ObjektID: 704-11909/2                                  | 91 KG: Bijacovce Konskr.Nr.: 91            | kamenná - sýpka                                 | Stein                                                                  | č. NKP: 704-11909/2 Stand des NKP: 2013-07-23 Name: SÝPKA                 |
|      | Datei hochladen | Scheune 1.(sk) ObjektID: 704-11909/3                                        | 91 KG: Bijacovce Konskr.Nr.: 91            | rámová,murovaná+doštená - stodola               |                                                                        | č. NKP: 704-11909/3 Stand des NKP: 2013-07-23 Name: STODOLA I.            |
|      | Datei hochladen | Scheune 2.(sk) ObjektID: 704-11909/4                                        | 91 KG: Bijacovce Konskr.Nr.: 91            | rámová,murovaná+doštená - stodola               |                                                                        | č. NKP: 704-11909/4 Stand des NKP: 2013-07-23 Name: STODOLA II.           |
|      | Datei hochladen | Gebäude in regionaltypischem Baustil(sk) ObjektID: 704-11469/5              | 91 KG: Bijacovce Konskr.Nr.: 91            | zrubová - rumpálová studňa                      |                                                                        | č. NKP: 704-11469/5 Stand des NKP: 2013-07-23 Name: STUDŇA RUMPÁLOVÁ      |
| BW   | Datei hochladen | Gebäude in regionaltypischem Baustil(sk) ObjektID: 704-11469/1              | 102 Standort KG: Bijacovce Konskr.Nr.: 102 | kamenný                                         | Stein                                                                  | č. NKP: 704-11469/1 Stand des NKP: 2012-02-08 Name: DOM ĽUDOVÝ            |
|      | Datei hochladen | Getreidespeicher(sk) ObjektID: 704-11469/2                                  | 102 KG: Bijacovce Konskr.Nr.: 102          | kamenná; sypanec                                |                                                                        | č. NKP: 704-11469/2 Stand des NKP: 2012-02-08 Name: SÝPKA                 |
|      | Datei hochladen | PODŠOPA ObjektID: 704-11469/3                                               | 102 KG: Bijacovce Konskr.Nr.: 102          | doštená; podšop                                 | ?                                                                      | č. NKP: 704-11469/3 Stand des NKP: 2012-02-08 Name: PODŠOPA               |
|      | Datei hochladen | Stall(sk) ObjektID: 704-11469/4                                             | 102 KG: Bijacovce Konskr.Nr.: 102          | kamenná                                         | Stein                                                                  | č. NKP: 704-11469/4 Stand des NKP: 2012-02-08 Name: MAŠTAĽ                |
|      | Datei hochladen | Scheune(sk) ObjektID: 704-11469/5                                           | 102 KG: Bijacovce Konskr.Nr.: 102          | rámová-drevo,kameň; prejazdné humno so stránkou | Rahmen-Holz, Stein; Durchfahrt, Tenne                                  | č. NKP: 704-11469/5 Stand des NKP: 2012-02-08 Name: STODOLA               |
|      | Datei hochladen | Ziehbrunnen(sk) ObjektID: 704-11469/6                                       | 102 KG: Bijacovce Konskr.Nr.: 102          | zrubová                                         | rustikal                                                               | č. NKP: 704-11469/6 Stand des NKP: 2012-02-08 Name: STUDŇA RUMPÁLOVÁ      |
| BW   | Datei hochladen | Gebäude in regionaltypischem Baustil(sk) ObjektID: 704-11463/1              | 106 Standort KG: Bijacovce Konskr.Nr.: 106 | murovaný                                        | Ziegel                                                                 | č. NKP: 704-11463/1 Stand des NKP: 2012-02-08 Name: DOM ĽUDOVÝ            |
|      | Datei hochladen | Getreidespeicher(sk) ObjektID: 704-11463/2                                  | 106 KG: Bijacovce Konskr.Nr.: 106          | kamenná; sypanec                                |                                                                        | č. NKP: 704-11463/2 Stand des NKP: 2012-02-08 Name: SÝPKA                 |

## Legende
Die Tabelle enthält im Einzelnen folgende Informationen:
| Foto:                    | Fotografie des Denkmals. |
| Denkmal / č. ÚZPF:       | Die Übersetzung der Bezeichnung des Denkmals, wie sie vom Slowakischen Denkmalamt (Pamiatkový úrad Slovenskej republiky) verwendet wird. Die Originalbezeichnung ist unter dem Fragezeichen angegeben. Fehlt die Übersetzung, so wird die Originalbezeichnung direkt angezeigt. Weiters ist die Objekt-Identifikationsnummer (Objekt ID) angeführt. Sie ist die offizielle, in der Slowakei eindeutige Nummer č. ÚZPF inklusive der zugehörigen Zählnummer, wie sie in den Daten des Denkmalamtes angegeben wird. Da diese nur innerhalb eines Landkreises gezählt wird, ist dessen Nummer der Denkmalnummer vorangestellt. |
| Standort:                | Wenn in der Liste vorhanden, ist die Adresse angegeben. In Klammern kann sich noch eine zusätzliche Adresse befinden, wenn es beispielsweise ein Eckhaus ist. Bei freistehenden Objekten ohne Adresse (zum Beispiel bei Bildstöcken) ist eine Adresse angegeben, die in der Nähe des Objekts liegt. Durch Aufruf des Links Standort wird die Lage des Denkmals in verschiedenen Kartenprojekten angezeigt. Darunter sind die Katastralgemeinde (KG) und, wenn vorhanden, die Konskriptionsnummer (Konskr. Nr.) angegeben.                                                                                                   |
| Offizielle Beschreibung: | Es ist die Kurzbeschreibung auf Slowakisch, wie sie in den offiziellen Listen angegeben ist, eingetragen. |
| Beschreibung:            | Kurze Angaben zum Denkmal auf Deutsch. |
| Metadaten:               | Zusätzlich werden, wenn in den persönlichen Einstellungen das Helferlein Dauerhaftes Einblenden von Metadaten aktiviert ist, ebensolche angezeigt. |

- Karte mit allen Koordinaten:
- OSM |
- WikiMap